# Paul Reding
Paul Reding (* 16. November 1939 in Castrop-Rauxel) ist ein deutscher Bildhauer, Maler und Schriftsteller.

## Leben
Paul Reding besuchte von 1957 bis 1960 die Staatliche Fachschule für Glasveredelung in Rheinbach bei Bonn. Er ist Absolvent der Königlichen Akademie in Den Haag Niederlande und war Stipendiat des Landschaftsverbandes Westfalen-Lippe und der Münsteraner „Aldegrever-Gesellschaft“.
Seit 1964 ist er als freischaffender Maler und Schriftsteller tätig. 1978 wurde er Mitglied im Verband Deutscher Schriftsteller. 1987 war er Gründungsmitglied des Künstlerbundes Castrop-Rauxel. Zahlreiche Ausstellungen und Lesungen führten ihn u. a. in deutsche und europäische Städte und nach China. Er reiste nach Lateinamerika, früh in die Ostblockstaaten.
Seit 2002 publizierte er CDs mit dem Produzenten und Komponisten Olaf Hemker, der zahlreiche Gedichte Redings vertont hat. Reding begleitete über zwei Jahrzehnte die kirchliche Aktion Adveniat in Essen.
Paul Reding ist der Bruder des Schriftstellers Josef Reding und der Malerin Elisabeth Stark-Reding. Er lebt in Waltrop.

## Werke (Auswahl)

### Schriftstellerische Werke
- nebenan ist jericho, Kurztexte, Butzon & Bercker, Kevelaer 1976
- Freund Regenbogen, Lyrik, Polyga, Waltrop 1982
- Federn fallen leise, Romanform, Hitzegrad, Dortmund 1983
- Wer hat schon Engel gesehen, Erzählungen, Hoheneck, Hamm, 1990
- Nordwärts und anderswo, Hitzegrad, Dortmund, 2002
- Aufbrechen-Ankommen, Bühnenstück, Adveniat, Essen 2007

### Künstlerische Arbeiten (Glasfenster, Bronzereliefs, Skulpturen usw.)
- Glasfenster sowie Bronzebrunnen in St. Josef, Castrop-Rauxel
- Bronzebrunnen „Kiepenkerl“, Fußgängerzone, Waltrop
- Bronzebrunnen „sinkender Petrus“ vor St. Peter, Waltrop
- Mahnmal mit Jugendlichen Waltrops erstellt in Erinnerung an das N.S.- Entbindungslager der Ostarbeiterinnen in Holthausen
- Stolpersteine in der Fußgängerzone Waltrops
- Sieben Kreuzwegstationen aus Baustahl, Zechenhalde Waltrop
- Stahlplastik „Neue Ziele“ im Autokreisel, Schwerin, Castrop-Rauxel
- Acht Meter hohes „Sachsenkreuz“ in Stahl, dazu sieben Stelen bestückt mit Bronzereliefs auf der Bergehalde der Zeche Sachsen in Hamm-Heessen in Verbindung mit der Aktion Kulturhauptstadt Ruhr.2010

### Tonträger
- Lieder gegen Gewalt, vertonte Gedichte, klang:art, Castrop-Rauxel, 2002
- Freund Regenbogen, klang:art, Castrop-Rauxel, 2003
- Gegen den Strom, klang:art, Castrop-Rauxel, 2004
- Stern über Betlehem, klang:art, Castrop-Rauxel, 2005
- Wer hat schon Engel gesehen, klang:art, Castrop-Rauxel, 2007
- Das Reding-Projekt, klang:art, Castrop-Rauxel, 2009
- Zwischen Jahr und Tag, klang:art, Castrop-Rauxel, 2021

## Ehrungen und Auszeichnungen
- 1960 Arbeitsstipendium des Landschaftsverbandes Westf.-Lippe
- 1964 Stipendium der Aldegrever-Gesellschaft, Münster
- 1965 Silbermedaille der Stadt Vincennes, Paris
- 1974 1. Preis des Kuratoriums der Deutschen Wirtschaft, Frankfurt
- 1976 Auszeichnung von „nebenan ist jericho“ als Engagementbuch 1976
- 1978 Preis der Landvolkshochschule, Freckenhorst
- 1980 Auswahl zum märkischen Stipendium, Iserlohn
- 1985 Lyrikpreis der Stadt Bergkamen
- 2009 Ehrung zum Waltroper „Bürger des Jahres 2009“